# Arrondissement de Soltau
L'arrondissement de Soltau est un arrondissement de la province de Hanovre puis de la Basse-Saxe jusqu'en 1977.

## Géographie
L'arrondissement borde les arrondissements d'Harbourg, Lunebourg, Uelzen, Celle, Fallingbostel (de) et Rotenburg (Wümme) dans le sens des aiguilles d'une montre à partir du nord au début de 1977.

## Histoire
L'arrondissement de Soltau est formé en 1885 à partir du bureau de Soltau (de) Le siège de l'arrondissement est Soltau. Du 1er octobre 1932 au 1er octobre 1933, les arrondissements de Fallingbostel et de Soltau sont temporairement réunis sous le nom d'arrondissement de Fallingbostel. Le 1er août 1938, la commune de Bockel est transférée de l'arrondissement de Fallingbostel à l'arrondissement de Soltau.
La réforme territoriale en Basse-Saxe commence dans l'arrondissement de Soltau le 1er février 1971, lorsque Alvern, Ilster (de), Oerrel, Töpingen et Trauen sont intégrés à la ville de Munster. Le 1er juillet 1972, Breloh et la commune de Lopau de l'arrondissement d'Uelzen sont également rattachées à la ville de Munster. De nombreuses communes de l'arrondissement sont fusionnées en mars 1974 à la suite de la loi sur la réorganisation des communes de la région de Soltau/Fallingbostel et de l'ordonnance sur la réorganisation de la commune de Bispingen. La commune de Woltem de l'arrondissement de Fallingbostel est également intégrée à la ville de Soltau. Dans l'ensemble, le nombre de communes de l'arrondissement passe de 58 en 1970 à 6 en 1974 à la suite de la réforme de l'administration locale.
Lors de la réforme des arrondissements de Basse-Saxe, l'arrondissement devient, avec l'arrondissement de Fallingbostel, une partie de l'arrondissement de Soltau-Fallingbostel, appelé arrondissement de la Lande depuis le 1er août 2011.

## Évolution de la démographie
| Année | Habitants |
| ----- | --------- |
| 1885  | 16 078    |
| 1905  | 21 066    |
| 1925  | 25 275    |
| 1933  | 26 918    |
| 1939  | 33 817    |
| 1946  | 57 485    |

| Année | Habitants |
| ----- | --------- |
| 1950  | 64 480    |
| 1956  | 57 946    |
| 1961  | 59 335    |
| 1970  | 65.113    |
| 1977  | 66 000    |

## Administrateurs de l'arrondissement
- 1885–1888 Carl Wellenkamp (de)
- 1888–1889 Karl von Marcard (de)
- 1889–1901 Wilhelm Heinichen (de)
- 1901–1907 Carl Ludwig Kleine (de)
- 1907–1925 Axel von Rappard (de)
- 1925–1933 Johann Duvigneau (de)
- 1933–1944 Paul von Hodenberg (de)
- 1944–?000 Hans Waldow Ritzler
- 1945–1946 Heinrich Marquardt
- 1948–?000 Walter Möhlmann (de) (DP)
- 1964–1977 Wolfgang Buhr (de) (CDU)

## Communes
La liste suivante contient toutes les communes qui ont appartenu à l'arrondissement de Soltau, ainsi que toutes les incorporations,, :
| Commune                   | intégrée à     | Date             |
| ------------------------- | -------------- | ---------------- |
| Ahlften                   | Soltau         | 1er mars 1974    |
| Alvern                    | Munster        | 1er février 1971 |
| Behningen                 | Neuenkirchen   | 1er mars 1974    |
| Behringen                 | Bispingen      | 16 mars 1974     |
| Bispingen                 |                |                  |
| Bockel                    | Wietzendorf    | 1er mars 1974    |
| Borstel in der Kuhle      | Bispingen      | 1er mars 1974    |
| Breloh                    | Munster        | 1er juillet 1972 |
| Brochdorf                 | Neuenkirchen   | 1er mars 1974    |
| Brock                     | Soltau         | 1er mars 1974    |
| Deimern                   | Soltau         | 1er mars 1974    |
| Delmsen                   | Neuenkirchen   | 1er mars 1974    |
| Dittmern                  | Soltau         | 1er mars 1974    |
| Ehrhorn                   | Schneverdingen | 1er mars 1974    |
| Gilmerdingen              | Neuenkirchen   | 1er mars 1974    |
| Grauen                    | Neuenkirchen   | 1er mars 1974    |
| Großenwede                | Schneverdingen | 1er mars 1974    |
| Harber                    | Soltau         | 1er mars 1974    |
| Heber                     | Schneverdingen | 1er mars 1974    |
| Hörpel                    | Behringen      | 1er mars 1974    |
| Hötzingen                 | Soltau         | 1er mars 1974    |
| Hützel                    | Bispingen      | 16 mars 1974     |
| Ilhorn                    | Neuenkirchen   | 1er mars 1974    |
| Ilster                    | Munster        | 1er février 1971 |
| Insel                     | Schneverdingen | 1er mars 1974    |
| Langeloh                  | Schneverdingen | 1er mars 1974    |
| Leitzingen                | Soltau         | 1er mars 1974    |
| Lünzen                    | Schneverdingen | 1er mars 1974    |
| Marbostel bei Soltau      | Soltau         | 1er mars 1974    |
| Marbostel bei Wietzendorf | Wietzendorf    | 1er mars 1974    |
| Meinern                   | Soltau         | 1er mars 1974    |
| Meinholz                  | Wietzendorf    | 1er mars 1974    |
| Mittelstendorf            | Soltau         | 1er mars 1974    |
| Moide                     | Soltau         | 1er mars 1974    |
| Munster, ville            |                |                  |
| Neuenkirchen              |                |                  |
| Oeningen                  | Soltau         | 1er mars 1974    |
| Oerrel                    | Munster        | 1er février 1971 |
| Reddingen                 | Wietzendorf    | 1er mars 1974    |
| Schneverdingen, ville     |                |                  |
| Schülern                  | Schneverdingen | 1er mars 1974    |
| Schwalingen               | Neuenkirchen   | 1er mars 1974    |
| Soltau, ville             |                |                  |
| Sprengel                  | Neuenkirchen   | 1er mars 1974    |
| Steinbeck (Luhe)          | Bispingen      | 16 mars 1974     |
| Suroide                   | Wietzendorf    | 1er mars 1974    |
| Tetendorf                 | Soltau         | 1er mars 1974    |
| Tewel                     | Neuenkirchen   | 1er mars 1974    |
| Töpingen                  | Munster        | 1er février 1971 |
| Trauen                    | Munster        | 1er février 1971 |
| Volkwardingen             | Behringen      | 1er mars 1974    |
| Wesseloh                  | Schneverdingen | 1er mars 1974    |
| Wiedingen                 | Soltau         | 1er mars 1974    |
| Wietzendorf               |                |                  |
| Wilsede                   | Behringen      | 1er mars 1974    |
| Wintermoor                | Schneverdingen | 1er mars 1974    |
| Wolterdingen              | Soltau         | 1er mars 1974    |
| Zahrensen                 | Schneverdingen | 1er mars 1974    |

Jusqu'à leur dissolution dans les années 1920, l'arrondissement de Soltau compte également les districts forestiers inhabités de Druhwald et Wintermoor.

## Plaque d'immatriculation
Le 1er juillet 1956, lors de l'introduction des plaques d'immatriculation encore valables aujourd'hui, l'arrondissement se voit attribuer le signe distinctif SOL. Il est émis jusqu'au 4 avril 1978.